# طواف لانكاوي 2023
طواف لانكاوي 2023 هو سباق دراجات هوائية، وهو الموسم السابع والعشرين من طواف لانكاوي، وأقيم خلال الفترة من 23 سبتمبر 2023، وحتى 30 سبتمبر 2023.
فاز بالمركز الأول سيمون كار، وفاز بالمركز الثاني ألكساندر سيبيدا، وفاز بالمركز الثالث Pablo Castrillo ‏، وفاز في تصنيف الجبال Simon Pellaud ‏، وفاز في ترتيب الفرق إي أف إديوكيشن إيزيبوست 2023 ‏، وفاز في تصنيف الجنسيات Nur Aiman Rosli ‏، وتصدر Q101246986 Vadim Pronskiy ‏، وفاز في ترتيب النقاط Arvid de Kleijn ‏.

## الفرق
| فرق عالمية (2)- Astana Qazaqstan Team - EF Education-EasyPost فرق برو (8)- بولتون إكوتيز بلاك سبوك برو سايكلنج 2023 ‏ - كاجا رورال-سيغوروس 2023 ‏ - Equipo Kern Pharma ‏ - أوسكالتيل أوسكادي 2023 ‏ - Green Project-Bardiani CSF-Faizanè - Human Powered Health - Team Solution Tech–Vini Fantini ‏ - سويس ريسينغ أكادمي 2023 ‏ فرق قارية (11)- Roadbike Philippines ‏ - Giant Cycling Team ‏ - FNIX–SCOM–Hengxiang Cycling Team ‏ - JCL Team Ukyo ‏ - KSPO Professional ‏ - Li-Ning Star Cycling Team ‏ - Nusantara Cycling Team‏ - Roojai Insurance (cycling team) ‏ - St George Continental Cycling Team ‏ - تيرينجانو 2023 ‏ - Thailand Continental Cycling Team ‏ فريق وطني- فريق ماليزيا لركوب الدراجات للرجال‏ |  |
| |  |

## المراحل
| قائمة المراحل | قائمة المراحل | قائمة المراحل                     | قائمة المراحل | قائمة المراحل | قائمة المراحل | قائمة المراحل             | قائمة المراحل             |
| المرحلة       | التاريخ       | الدورة                            |               | المسافة (كم)  | الارتفاع      | الفائز بالمرحلة           | القائد العام              |
| ------------- | ------------- | --------------------------------- | ------------- | ------------- | ------------- | ------------------------- | ------------------------- |
| المرحلة 1     | 23 سبتمبر     | Kerteh ‏ – كوالا ترينغانو          | مرحلة مستوية  | 187٫4         | 1٬071 م       | Arvid de Kleijn ‏          | Arvid de Kleijn ‏          |
| المرحلة 2     | 24 سبتمبر     | كوالا ترينغانو – كوتا بهارو       | مرحلة مستوية  | 186٫2         | 1٬014 م       | Gleb Syritsa ‏             | Arvid de Kleijn ‏          |
| المرحلة 3     | 25 سبتمبر     | Jeli District ‏ – Baling District ‏ | مرحلة التلال  | 183٫1         | 3٬606 م       | George Jackson (cyclist) ‏ | Enrico Zanoncello ‏        |
| المرحلة 4     | 26 سبتمبر     | بوكيت ميرتاجام – Meru Raya‏        | مرحلة مستوية  | 140٫2         | 418 م         | Daniel Babor ‏             | George Jackson (cyclist) ‏ |
| المرحلة 5     | 27 سبتمبر     | Slim River ‏ – مرتفعات جنتنغ       | مرحلة جبلية   | 133٫3         | 2٬671 م       | سيمون كار                 | سيمون كار                 |
| المرحلة 6     | 28 سبتمبر     | Karak, Pahang ‏ – ملقا             | مرحلة مستوية  | 176٫6         | 1٬396 م       | Arvid de Kleijn ‏          | سيمون كار                 |
| المرحلة 7     | 29 سبتمبر     | موار – سرمبن                      | مرحلة مستوية  | 125٫7         | 677 م         | ساشا ويميس                | سيمون كار                 |
| المرحلة 8     | 30 سبتمبر     | Setia Alam ‏ – كوالالمبور          | مرحلة مستوية  | 156٫5         | 651 م         | Gleb Syritsa ‏             | سيمون كار                 |

## النتيجة

### مرحلة 1
هي مرحلة مستوية، أقيمت في 23 سبتمبر 2023، وامتدّت لمسافة 187.4 كيلومتر. فاز بالمركز الأول، وتصدر ترتيب النقاط والترتيب العام في نهاية المرحلة Arvid de Kleijn ‏، وتصدر ترتيب الفرق Malaysian men's national road cycling team 2023 ‏، وتصدر ترتيب التسلق وتصنيف الجنسيات Nur Aiman Mohd Zariff ‏، وتصدر Q101246987 Tegshbayar Batsaikhan ‏.
| التصنيف العام         | التصنيف العام          | التصنيف العام                      | التصنيف العام | التصنيف العام |
| العداء                | العداء                 | الفريق                             | الوقت         |               |
| --------------------- | ---------------------- | ---------------------------------- | ------------- | ------------- |
| 1                     | Arvid de Kleijn ‏       | سويس ريسينغ أكادمي ‏                | 4 س 25 د 38 ث |               |
| 2                     | ساشا ويميس             | Human Powered Health               | + 4 ث         |               |
| 3                     | Tegshbayar Batsaikhan ‏ | Roojai Insurance (cycling team) ‏   | + 4 ث         |               |
| 4                     | Gleb Syritsa ‏          | Astana Qazaqstan Team              | + 6 ث         |               |
| 5                     | Sarawut Sirironnachai ‏ | Thailand Continental Cycling Team ‏ | + 7 ث         |               |
| 6                     | Tomáš Bárta ‏           | كاجا رورال-سيغوروس ‏                | + 8 ث         |               |
| 7                     | Pablo Castrillo ‏       | Equipo Kern Pharma ‏                | + 8 ث         |               |
| 8                     | سيمون كار              | EF Education-EasyPost              | + 8 ث         |               |
| 9                     | مايكل فالغرين          | EF Education-EasyPost              | + 9 ث         |               |
| 10                    | Joan Bou ‏              | أوسكالتيل أوسكادي ‏                 | + 9 ث         |               |
|                       |                        |                                    |               |               |
| مصدر: ProCyclingStats |                        |                                    |               |               |

### مرحلة 2
هي مرحلة مستوية، أقيمت في 24 سبتمبر 2023، وامتدّت لمسافة 186.2 كيلومتر. فاز بالمركز الأول Gleb Syritsa ‏، وتصدر ترتيب التسلق Nur Amirul Fakhruddin Mazuki ‏، وتصدر ترتيب الفرق 2023 Green Project-Bardiani CSF-Faizanè ‏، وتصدر تصنيف الجنسيات Nur Aiman Mohd Zariff ‏، وتصدر Q101246987 Tegshbayar Batsaikhan ‏، وتصدر الترتيب العام في نهاية المرحلة وترتيب النقاط Arvid de Kleijn ‏.
| التصنيف العام         | التصنيف العام          | التصنيف العام                      | التصنيف العام | التصنيف العام |
| العداء                | العداء                 | الفريق                             | الوقت         |               |
| --------------------- | ---------------------- | ---------------------------------- | ------------- | ------------- |
| 1                     | Arvid de Kleijn ‏       | سويس ريسينغ أكادمي ‏                | 8 س 40 د 46 ث |               |
| 2                     | Gleb Syritsa ‏          | Astana Qazaqstan Team              | + 2 ث         |               |
| 3                     | ساشا ويميس             | Human Powered Health               | + 10 ث        |               |
| 4                     | Tegshbayar Batsaikhan ‏ | Roojai Insurance (cycling team) ‏   | + 10 ث        |               |
| 5                     | سيمون كار              | EF Education-EasyPost              | + 12 ث        |               |
| 6                     | Enrico Zanoncello ‏     | Green Project-Bardiani CSF-Faizanè | + 12 ث        |               |
| 7                     | Tomáš Bárta ‏           | كاجا رورال-سيغوروس ‏                | + 13 ث        |               |
| 8                     | Sarawut Sirironnachai ‏ | Thailand Continental Cycling Team ‏ | + 13 ث        |               |
| 9                     | Jon Agirre ‏            | Equipo Kern Pharma ‏                | + 13 ث        |               |
| 10                    | توماس سكالي            | EF Education-EasyPost              | + 13 ث        |               |
|                       |                        |                                    |               |               |
| مصدر: ProCyclingStats |                        |                                    |               |               |

### مرحلة 3
هي مرحلة جبلية، أقيمت في 25 سبتمبر 2023، وامتدّت لمسافة 183.1 كيلومتر. فاز بالمركز الأول George Jackson (cyclist) ‏، وتصدر ترتيب التسلق Simon Pellaud ‏، وتصدر تصنيف الجنسيات وQ101246987 Nur Aiman Rosli ‏، وتصدر ترتيب الفرق 2023 Green Project-Bardiani CSF-Faizanè ‏، وتصدر ترتيب النقاط Arvid de Kleijn ‏، وتصدر الترتيب العام في نهاية المرحلة Enrico Zanoncello ‏.
| التصنيف العام         | التصنيف العام             | التصنيف العام                      | التصنيف العام  | التصنيف العام |
| العداء                | العداء                    | الفريق                             | الوقت          |               |
| --------------------- | ------------------------- | ---------------------------------- | -------------- | ------------- |
| 1                     | Enrico Zanoncello ‏        | Green Project-Bardiani CSF-Faizanè | 12 س 55 د 05 ث |               |
| 2                     | George Jackson (cyclist) ‏ | بلاك سبوك برو سايكلنج ‏             | + 0 ث          |               |
| 3                     | سيمون كار                 | EF Education-EasyPost              | + 4 ث          |               |
| 4                     | Carlos Canal ‏             | أوسكالتيل أوسكادي ‏                 | + 6 ث          |               |
| 5                     | Joan Bou ‏                 | أوسكالتيل أوسكادي ‏                 | + 6 ث          |               |
| 6                     | Jon Agirre ‏               | Equipo Kern Pharma ‏                | + 7 ث          |               |
| 7                     | توماس سكالي               | EF Education-EasyPost              | + 7 ث          |               |
| 8                     | Pablo Castrillo ‏          | Equipo Kern Pharma ‏                | + 8 ث          |               |
| 9                     | Logan Currie ‏             | بلاك سبوك برو سايكلنج ‏             | + 8 ث          |               |
| 10                    | Jokin Murguialday ‏        | كاجا رورال-سيغوروس ‏                | + 8 ث          |               |
|                       |                           |                                    |                |               |
| مصدر: ProCyclingStats |                           |                                    |                |               |

### مرحلة 4
هي مرحلة مستوية، أقيمت في 26 سبتمبر 2023، وامتدّت لمسافة 140.2 كيلومتر. فاز بالمركز الأول Daniel Babor ‏، وتصدر ترتيب التسلق Simon Pellaud ‏، وتصدر Q101246987 Ratchanon Yaowarat ‏، وتصدر تصنيف الجنسيات Nur Aiman Rosli ‏، وتصدر الترتيب العام في نهاية المرحلة George Jackson (cyclist) ‏، وتصدر ترتيب الفرق 2023 Green Project-Bardiani CSF-Faizanè ‏، وتصدر ترتيب النقاط Arvid de Kleijn ‏.
| التصنيف العام         | التصنيف العام             | التصنيف العام                      | التصنيف العام  | التصنيف العام |
| العداء                | العداء                    | الفريق                             | الوقت          |               |
| --------------------- | ------------------------- | ---------------------------------- | -------------- | ------------- |
| 1                     | George Jackson (cyclist) ‏ | بلاك سبوك برو سايكلنج ‏             | 16 س 01 د 04 ث |               |
| 2                     | Enrico Zanoncello ‏        | Green Project-Bardiani CSF-Faizanè | + 6 ث          |               |
| 3                     | سيمون كار                 | EF Education-EasyPost              | + 10 ث         |               |
| 4                     | Carlos Canal ‏             | أوسكالتيل أوسكادي ‏                 | + 12 ث         |               |
| 5                     | Ratchanon Yaowarat‏        | Thailand Continental Cycling Team ‏ | + 12 ث         |               |
| 6                     | Joan Bou ‏                 | أوسكالتيل أوسكادي ‏                 | + 12 ث         |               |
| 7                     | Jon Agirre ‏               | Equipo Kern Pharma ‏                | + 13 ث         |               |
| 8                     | توماس سكالي               | EF Education-EasyPost              | + 13 ث         |               |
| 9                     | Pablo Castrillo ‏          | Equipo Kern Pharma ‏                | + 14 ث         |               |
| 10                    | Logan Currie ‏             | بلاك سبوك برو سايكلنج ‏             | + 14 ث         |               |
|                       |                           |                                    |                |               |
| مصدر: ProCyclingStats |                           |                                    |                |               |

### مرحلة 5
هي مرحلة جبلية، أقيمت في 27 سبتمبر 2023، وامتدّت لمسافة 133.3 كيلومتر. فاز بالمركز الأول، وتصدر الترتيب العام في نهاية المرحلة سيمون كار، وتصدر ترتيب التسلق Simon Pellaud ‏، وتصدر تصنيف الجنسيات Nur Aiman Rosli ‏، وتصدر ترتيب الفرق إي أف إديوكيشن إيزيبوست 2023 ‏، وتصدر Q101246987 Vadim Pronskiy ‏، وتصدر ترتيب النقاط Arvid de Kleijn ‏.
| التصنيف العام         | التصنيف العام        | التصنيف العام                    | التصنيف العام  | التصنيف العام |
| العداء                | العداء               | الفريق                           | الوقت          |               |
| --------------------- | -------------------- | -------------------------------- | -------------- | ------------- |
| 1                     | سيمون كار            | EF Education-EasyPost            | 19 س 25 د 10 ث |               |
| 2                     | ألكساندر سيبيدا      | EF Education-EasyPost            | + 49 ث         |               |
| 3                     | Pablo Castrillo ‏     | Equipo Kern Pharma ‏              | + 58 ث         |               |
| 4                     | Joan Bou ‏            | أوسكالتيل أوسكادي ‏               | + 1 د 07 ث     |               |
| 5                     | Vadim Pronskiy ‏      | Astana Qazaqstan Team            | + 1 د 15 ث     |               |
| 6                     | Paul Double ‏         | Human Powered Health             | + 1 د 29 ث     |               |
| 7                     | Adne van Engelen ‏    | Roojai Insurance (cycling team) ‏ | + 1 د 34 ث     |               |
| 8                     | Jon Agirre ‏          | Equipo Kern Pharma ‏              | + 1 د 39 ث     |               |
| 9                     | Jokin Murguialday ‏   | كاجا رورال-سيغوروس ‏              | + 1 د 40 ث     |               |
| 10                    | Harold Martín López ‏ | Astana Qazaqstan Team            | + 2 د 03 ث     |               |
|                       |                      |                                  |                |               |
| مصدر: ProCyclingStats |                      |                                  |                |               |

### مرحلة 6
هي مرحلة مستوية، أقيمت في 28 سبتمبر 2023، وامتدّت لمسافة 176.6 كيلومتر. فاز بالمركز الأول، وتصدر ترتيب النقاط Arvid de Kleijn ‏، وتصدر ترتيب التسلق Simon Pellaud ‏، وتصدر الترتيب العام في نهاية المرحلة سيمون كار، وتصدر تصنيف الجنسيات Nur Aiman Rosli ‏، وتصدر ترتيب الفرق إي أف إديوكيشن إيزيبوست 2023 ‏، وتصدر Q101246987 Vadim Pronskiy ‏.
| التصنيف العام         | التصنيف العام        | التصنيف العام                    | التصنيف العام  | التصنيف العام |
| العداء                | العداء               | الفريق                           | الوقت          |               |
| --------------------- | -------------------- | -------------------------------- | -------------- | ------------- |
| 1                     | سيمون كار            | EF Education-EasyPost            | 23 س 33 د 29 ث |               |
| 2                     | ألكساندر سيبيدا      | EF Education-EasyPost            | + 49 ث         |               |
| 3                     | Pablo Castrillo ‏     | Equipo Kern Pharma ‏              | + 58 ث         |               |
| 4                     | Joan Bou ‏            | أوسكالتيل أوسكادي ‏               | + 1 د 07 ث     |               |
| 5                     | Vadim Pronskiy ‏      | Astana Qazaqstan Team            | + 1 د 15 ث     |               |
| 6                     | Paul Double ‏         | Human Powered Health             | + 1 د 29 ث     |               |
| 7                     | Adne van Engelen ‏    | Roojai Insurance (cycling team) ‏ | + 1 د 34 ث     |               |
| 8                     | Jon Agirre ‏          | Equipo Kern Pharma ‏              | + 1 د 39 ث     |               |
| 9                     | Jokin Murguialday ‏   | كاجا رورال-سيغوروس ‏              | + 1 د 40 ث     |               |
| 10                    | Harold Martín López ‏ | Astana Qazaqstan Team            | + 2 د 03 ث     |               |
|                       |                      |                                  |                |               |
| مصدر: ProCyclingStats |                      |                                  |                |               |

### مرحلة 7
هي مرحلة مستوية، أقيمت في 29 سبتمبر 2023، وامتدّت لمسافة 125.7 كيلومتر. فاز بالمركز الأول ساشا ويميس، وتصدر ترتيب التسلق Simon Pellaud ‏، وتصدر الترتيب العام في نهاية المرحلة سيمون كار، وتصدر ترتيب الفرق إي أف إديوكيشن إيزيبوست 2023 ‏، وتصدر Q101246987 Vadim Pronskiy ‏، وتصدر تصنيف الجنسيات Nur Aiman Rosli ‏، وتصدر ترتيب النقاط Arvid de Kleijn ‏.
| التصنيف العام         | التصنيف العام        | التصنيف العام                    | التصنيف العام  | التصنيف العام |
| العداء                | العداء               | الفريق                           | الوقت          |               |
| --------------------- | -------------------- | -------------------------------- | -------------- | ------------- |
| 1                     | سيمون كار            | EF Education-EasyPost            | 26 س 05 د 14 ث |               |
| 2                     | ألكساندر سيبيدا      | EF Education-EasyPost            | + 49 ث         |               |
| 3                     | Pablo Castrillo ‏     | Equipo Kern Pharma ‏              | + 58 ث         |               |
| 4                     | Joan Bou ‏            | أوسكالتيل أوسكادي ‏               | + 1 د 07 ث     |               |
| 5                     | Vadim Pronskiy ‏      | Astana Qazaqstan Team            | + 1 د 15 ث     |               |
| 6                     | Paul Double ‏         | Human Powered Health             | + 1 د 29 ث     |               |
| 7                     | Adne van Engelen ‏    | Roojai Insurance (cycling team) ‏ | + 1 د 34 ث     |               |
| 8                     | Jon Agirre ‏          | Equipo Kern Pharma ‏              | + 1 د 39 ث     |               |
| 9                     | Jokin Murguialday ‏   | كاجا رورال-سيغوروس ‏              | + 1 د 40 ث     |               |
| 10                    | Harold Martín López ‏ | Astana Qazaqstan Team            | + 2 د 03 ث     |               |
|                       |                      |                                  |                |               |
| مصدر: ProCyclingStats |                      |                                  |                |               |

### مرحلة 8
هي مرحلة مستوية، أقيمت في 30 سبتمبر 2023، وامتدّت لمسافة 156.5 كيلومتر. فاز بالمركز الأول Gleb Syritsa ‏، وتصدر ترتيب التسلق Simon Pellaud ‏، وتصدر الترتيب العام في نهاية المرحلة سيمون كار، وتصدر تصنيف الجنسيات Nur Aiman Rosli ‏، وتصدر ترتيب الفرق إي أف إديوكيشن إيزيبوست 2023 ‏، وتصدر Q101246987 Vadim Pronskiy ‏، وتصدر ترتيب النقاط Arvid de Kleijn ‏.

## المشاركون
| EF Education-EasyPost EFE | EF Education-EasyPost EFE | EF Education-EasyPost EFE |
| ------------------------- | ------------------------- | ------------------------- |
| م                         | عداء                      | مرتبة                     |
| 1                         | سيمون كار                 | 1                         |
| 2                         | ألكساندر سيبيدا           | 2                         |
| 3                         | أودد كريستيان إيكينغ      | 23                        |
| 4                         | توماس سكالي               | 55                        |
| 5                         | مايكل فالغرين             | 39                        |
| 6                         | Jardi van der Lee ‏        | 13                        |

| Astana Qazaqstan Team AST | Astana Qazaqstan Team AST | Astana Qazaqstan Team AST |
| ------------------------- | ------------------------- | ------------------------- |
| م                         | عداء                      | مرتبة                     |
| 11                        | Vadim Pronskiy ‏           | 5                         |
| 12                        | Yuriy Natarov ‏            | 59                        |
| 14                        | Gleb Syritsa ‏             | 74                        |
| 15                        | ليوناردو باسو             | 73                        |
| 16                        | Savelii Laptev ‏           | 79                        |
| 17                        | Harold Martín López ‏      | 10                        |

| Green Project-Bardiani CSF-Faizanè BCF | Green Project-Bardiani CSF-Faizanè BCF | Green Project-Bardiani CSF-Faizanè BCF |
| -------------------------------------- | -------------------------------------- | -------------------------------------- |
| م                                      | عداء                                   | مرتبة                                  |
| 21                                     | Luca Covili ‏                           | 12                                     |
| 22                                     | Lorenzo Conforti ‏                      | 46                                     |
| 23                                     | Davide Gabburo ‏                        | 48                                     |
| 24                                     | Matteo Scalco ‏                         | 36                                     |
| 25                                     | Manuele Tarozzi ‏                       | 35                                     |
| 26                                     | Enrico Zanoncello ‏                     | 44                                     |

| سويس ريسينغ أكادمي ‏ TUD | سويس ريسينغ أكادمي ‏ TUD   | سويس ريسينغ أكادمي ‏ TUD |
| ----------------------- | ------------------------- | ----------------------- |
| م                       | عداء                      | مرتبة                   |
| 31                      | Arvid de Kleijn ‏          | 77                      |
| 32                      | Sebastian Kolze Changizi ‏ | 70                      |
| 33                      | Robin Froidevaux ‏         | 72                      |
| 34                      | Simon Pellaud ‏            | 29                      |
| 35                      | Hannes Wilksch ‏           | 15                      |
| 36                      | Maikel Zijlaard ‏          | 82                      |

| بلاك سبوك برو سايكلنج ‏ BEB | بلاك سبوك برو سايكلنج ‏ BEB | بلاك سبوك برو سايكلنج ‏ BEB |
| -------------------------- | -------------------------- | -------------------------- |
| م                          | عداء                       | مرتبة                      |
| 41                         | Bailey O'Donnell ‏          | 93                         |
| 42                         | ماثيو بوستوك               | 54                         |
| 43                         | Josh Burnett ‏              | 58                         |
| 44                         | Logan Currie ‏              | 18                         |
| 45                         | George Jackson (cyclist) ‏  | 52                         |
| 46                         | Luke Mudgway ‏              | 95                         |

| Human Powered Health HPM | Human Powered Health HPM | Human Powered Health HPM |
| ------------------------ | ------------------------ | ------------------------ |
| م                        | عداء                     | مرتبة                    |
| 51                       | آدم دي فوس               | 108                      |
| 52                       | Paul Double ‏             | 6                        |
| 53                       | بنجامين بيري             | 71                       |
| 54                       | Embret Svestad-Bårdseng ‏ | لم يبدأ-8                |
| 55                       | Gijs Van Hoecke ‏         | 45                       |
| 56                       | ساشا ويميس               | 86                       |

| Equipo Kern Pharma ‏ EKP | Equipo Kern Pharma ‏ EKP    | Equipo Kern Pharma ‏ EKP |
| ----------------------- | -------------------------- | ----------------------- |
| م                       | عداء                       | مرتبة                   |
| 61                      | Pablo Castrillo ‏           | 3                       |
| 62                      | Eugenio Sánchez (cyclist) ‏ | 38                      |
| 63                      | كارلوس غارسيا ‏             | 22                      |
| 64                      | Iván Cobo ‏                 | 62                      |
| 65                      | José Félix Parra ‏          | لم يبدأ-7               |
| 66                      | Jon Agirre ‏                | 8                       |

| أوسكالتيل أوسكادي ‏ EUS | أوسكالتيل أوسكادي ‏ EUS | أوسكالتيل أوسكادي ‏ EUS |
| ---------------------- | ---------------------- | ---------------------- |
| م                      | عداء                   | مرتبة                  |
| 71                     | Mikel Iturria ‏         | 14                     |
| 72                     | Joan Bou ‏              | 4                      |
| 73                     | Carlos Canal ‏          | لم يكمل السباق-7       |
| 74                     | Xabier Isasa ‏          | 56                     |
| 75                     | Mikel Bizkarra ‏        | 17                     |
| 76                     | Txomin Juaristi ‏       | 11                     |

| Team Solution Tech–Vini Fantini ‏ COR | Team Solution Tech–Vini Fantini ‏ COR | Team Solution Tech–Vini Fantini ‏ COR |
| ------------------------------------ | ------------------------------------ | ------------------------------------ |
| م                                    | عداء                                 | مرتبة                                |
| 81                                   | دافيد بالداكيني ‏                     | 20                                   |
| 82                                   | Giulio Masotto ‏                      | 68                                   |
| 83                                   | أتيليو فيفياني ‏                      | 66                                   |
| 84                                   | Alexander Konychev ‏                  | 47                                   |
| 85                                   | Lorenzo Quartucci ‏                   | 21                                   |
| 86                                   | Alessandro Iacchi ‏                   | مستبعد-5                             |

| كاجا رورال-سيغوروس ‏ CJR | كاجا رورال-سيغوروس ‏ CJR | كاجا رورال-سيغوروس ‏ CJR |
| ----------------------- | ----------------------- | ----------------------- |
| م                       | عداء                    | مرتبة                   |
| 91                      | Daniel Babor ‏           | 84                      |
| 92                      | Tomáš Bárta ‏            | 83                      |
| 93                      | Gorka Sorarrain ‏        | 50                      |
| 94                      | Calum Johnston ‏         | 27                      |
| 95                      | Jokin Murguialday ‏      | 9                       |
| 96                      | إدوارد براديس           | 26                      |

| تيرينجانو سايكلنج تيم ‏ TSG | تيرينجانو سايكلنج تيم ‏ TSG    | تيرينجانو سايكلنج تيم ‏ TSG |
| -------------------------- | ----------------------------- | -------------------------- |
| م                          | عداء                          | مرتبة                      |
| 101                        | Nur Amirul Fakhruddin Mazuki ‏ | 96                         |
| 102                        | Harrif Saleh ‏                 | 103                        |
| 103                        | Nur Aiman Mohd Zariff ‏ (طريق) | 40                         |
| 104                        | يوسف رقيقي                    | 53                         |
| 105                        | جيروين مايرز                  | 41                         |
| 106                        | Sainbayaryn Jambaljamts ‏      | 16                         |

| JCL Team Ukyo ‏ JCL | JCL Team Ukyo ‏ JCL                | JCL Team Ukyo ‏ JCL |
| ------------------ | --------------------------------- | ------------------ |
| م                  | عداء                              | مرتبة              |
| 111                | Masaki Yamamoto (cyclist) ‏ (طريق) | لم يكمل السباق-8   |
| 112                | ريمون كريدر                       | 88                 |
| 114                | Riku Onaka‏                        | 78                 |
| 115                | Yūma Koishi ‏                      | لم يبدأ-7          |
| 116                | Hayato Uwano‏                      | 69                 |

| Roojai Insurance (cycling team) ‏ ROI | Roojai Insurance (cycling team) ‏ ROI | Roojai Insurance (cycling team) ‏ ROI |
| ------------------------------------ | ------------------------------------ | ------------------------------------ |
| م                                    | عداء                                 | مرتبة                                |
| 121                                  | Tegshbayar Batsaikhan ‏               | لم يبدأ-7                            |
| 122                                  | Ariya Phounsavath ‏                   | 24                                   |
| 123                                  | Adne van Engelen ‏                    | 7                                    |
| 124                                  | Thanachat Yatan‏                      | 76                                   |
| 125                                  | Valentin Midey‏                       | 28                                   |
| 126                                  | Polychronis Tzortzakis ‏              | 89                                   |

| Thailand Continental Cycling Team ‏ TCC | Thailand Continental Cycling Team ‏ TCC | Thailand Continental Cycling Team ‏ TCC |
| -------------------------------------- | -------------------------------------- | -------------------------------------- |
| م                                      | عداء                                   | مرتبة                                  |
| 131                                    | Navuti Liphongyu ‏                      | 34                                     |
| 132                                    | Noppachai Klahan ‏                      | 64                                     |
| 133                                    | Warut Paekrathok‏                       | لم يكمل السباق-3                       |
| 134                                    | Ratchanon Yaowarat‏                     | 57                                     |
| 135                                    | Sarawut Sirironnachai ‏                 | 67                                     |
| 136                                    | Thanakhan Chaiyasombat ‏                | 25                                     |

| FNIX–SCOM–Hengxiang Cycling Team ‏ HEN | FNIX–SCOM–Hengxiang Cycling Team ‏ HEN | FNIX–SCOM–Hengxiang Cycling Team ‏ HEN |
| ------------------------------------- | ------------------------------------- | ------------------------------------- |
| م                                     | عداء                                  | مرتبة                                 |
| 141                                   | Māris Bogdanovičs ‏                    | 87                                    |
| 142                                   | Hou Dongyi‏                            | 98                                    |
| 143                                   | Gao Yongbing‏                          | 43                                    |
| 145                                   | كريستيان رايليانو                     | 33                                    |
| 146                                   | Andris Vosekalns ‏                     | 109                                   |

| St George Continental Cycling Team ‏ STG | St George Continental Cycling Team ‏ STG | St George Continental Cycling Team ‏ STG |
| --------------------------------------- | --------------------------------------- | --------------------------------------- |
| م                                       | عداء                                    | مرتبة                                   |
| 151                                     | Matthew Rice ‏                           | لم يكمل السباق-3                        |
| 152                                     | William Cooper‏                          | 106                                     |
| 153                                     | Connor Sens‏                             | 80                                      |
| 154                                     | Dylan Sunderland ‏                       | 91                                      |
| 155                                     | Riley Fleming‏                           | 101                                     |
| 156                                     | Jackson Medway ‏                         | 37                                      |

| Li-Ning Star Cycling Team ‏ LNS | Li-Ning Star Cycling Team ‏ LNS | Li-Ning Star Cycling Team ‏ LNS |
| ------------------------------ | ------------------------------ | ------------------------------ |
| م                              | عداء                           | مرتبة                          |
| 161                            | Bai Lijun ‏                     | لم يكمل السباق-3               |
| 162                            | Roniel Campos ‏                 | 32                             |
| 163                            | Shao Junqi‏                     | 31                             |
| 164                            | Li Luhao‏                       | 97                             |
| 165                            | Alexei Shnyrko ‏                | 104                            |
| 166                            | Periklis Ilias ‏                | 19                             |

| Roadbike Philippines ‏ 7RP | Roadbike Philippines ‏ 7RP | Roadbike Philippines ‏ 7RP |
| ------------------------- | ------------------------- | ------------------------- |
| م                         | عداء                      | مرتبة                     |
| 171                       | Ryan Tugawin‏              | 105                       |
| 172                       | Ismael Grospe‏             | 63                        |
| 173                       | Nichol Pareja ‏            | 81                        |
| 174                       | Junreck Carcueva‏          | مستبعد-5                  |
| 175                       | Rench Michael Bondoc‏      | 85                        |
| 176                       | Joshua Pascual‏            | لم يبدأ-6                 |

| KSPO Professional ‏ KSP | KSPO Professional ‏ KSP | KSPO Professional ‏ KSP |
| ---------------------- | ---------------------- | ---------------------- |
| م                      | عداء                   | مرتبة                  |
| 181                    | Choi Dong-hyeok‏        | 92                     |
| 182                    | Kim Eunbyeol‏           | مستبعد-5               |
| 183                    | Kim Jin-woong‏          | 51                     |
| 184                    | Shin Byeonghoon‏        | 107                    |
| 185                    | Lee Seojun‏             | OTL-6                  |
| 186                    | Im Saegyeol‏            | لم يكمل السباق-3       |

| Nusantara Cycling Team‏ NCT | Nusantara Cycling Team‏ NCT | Nusantara Cycling Team‏ NCT |
| -------------------------- | -------------------------- | -------------------------- |
| م                          | عداء                       | مرتبة                      |
| 191                        | Abdul Gani ‏                | 99                         |
| 192                        | Imam Arifin ‏               | 75                         |
| 193                        | Nur Prasetyo Firdaus‏       | 65                         |
| 194                        | Muhammad Ridwan‏            | مستبعد-5                   |
| 195                        | Afiq Huznie Othman ‏        | 90                         |
| 196                        | Óscar Pachón ‏              | 60                         |

| Giant Cycling Team ‏ MSS | Giant Cycling Team ‏ MSS | Giant Cycling Team ‏ MSS |
| ----------------------- | ----------------------- | ----------------------- |
| م                       | عداء                    | مرتبة                   |
| 201                     | Deng Penghai‏            | 94                      |
| 203                     | Lin Chuanyang‏           | لم يبدأ-3               |
| 204                     | Wang Zichen‏             | لم يبدأ-3               |
| 205                     | Huang Junlei‏            | لم يبدأ-3               |

| فريق ماليزيا لركوب الدراجات للرجال‏ MAS | فريق ماليزيا لركوب الدراجات للرجال‏ MAS | فريق ماليزيا لركوب الدراجات للرجال‏ MAS |
| -------------------------------------- | -------------------------------------- | -------------------------------------- |
| م                                      | عداء                                   | مرتبة                                  |
| 211                                    | Mohamad Izzat Abdul Halil ‏             | 100                                    |
| 212                                    | Muhsin Al Redha Misbah ‏                | 49                                     |
| 213                                    | Nur Aiman Rosli ‏                       | 30                                     |
| 214                                    | Zulhelmi Zainal ‏                       | 102                                    |
| 215                                    | Muhammad Shaiful Adlan‏                 | 49                                     |
| 216                                    | Muhamad Zawawi Azman ‏                  | 61                                     |

| EF Education-EasyPost EFE | EF Education-EasyPost EFE | EF Education-EasyPost EFE |
| ------------------------- | ------------------------- | ------------------------- |
| م                         | عداء                      | مرتبة                     |
| 1                         | سيمون كار                 | 1                         |
| 2                         | ألكساندر سيبيدا           | 2                         |
| 3                         | أودد كريستيان إيكينغ      | 23                        |
| 4                         | توماس سكالي               | 55                        |
| 5                         | مايكل فالغرين             | 39                        |
| 6                         | Jardi van der Lee ‏        | 13                        |

| Astana Qazaqstan Team AST | Astana Qazaqstan Team AST | Astana Qazaqstan Team AST |
| ------------------------- | ------------------------- | ------------------------- |
| م                         | عداء                      | مرتبة                     |
| 11                        | Vadim Pronskiy ‏           | 5                         |
| 12                        | Yuriy Natarov ‏            | 59                        |
| 14                        | Gleb Syritsa ‏             | 74                        |
| 15                        | ليوناردو باسو             | 73                        |
| 16                        | Savelii Laptev ‏           | 79                        |
| 17                        | Harold Martín López ‏      | 10                        |

| Green Project-Bardiani CSF-Faizanè BCF | Green Project-Bardiani CSF-Faizanè BCF | Green Project-Bardiani CSF-Faizanè BCF |
| -------------------------------------- | -------------------------------------- | -------------------------------------- |
| م                                      | عداء                                   | مرتبة                                  |
| 21                                     | Luca Covili ‏                           | 12                                     |
| 22                                     | Lorenzo Conforti ‏                      | 46                                     |
| 23                                     | Davide Gabburo ‏                        | 48                                     |
| 24                                     | Matteo Scalco ‏                         | 36                                     |
| 25                                     | Manuele Tarozzi ‏                       | 35                                     |
| 26                                     | Enrico Zanoncello ‏                     | 44                                     |

| سويس ريسينغ أكادمي ‏ TUD | سويس ريسينغ أكادمي ‏ TUD   | سويس ريسينغ أكادمي ‏ TUD |
| ----------------------- | ------------------------- | ----------------------- |
| م                       | عداء                      | مرتبة                   |
| 31                      | Arvid de Kleijn ‏          | 77                      |
| 32                      | Sebastian Kolze Changizi ‏ | 70                      |
| 33                      | Robin Froidevaux ‏         | 72                      |
| 34                      | Simon Pellaud ‏            | 29                      |
| 35                      | Hannes Wilksch ‏           | 15                      |
| 36                      | Maikel Zijlaard ‏          | 82                      |

| بلاك سبوك برو سايكلنج ‏ BEB | بلاك سبوك برو سايكلنج ‏ BEB | بلاك سبوك برو سايكلنج ‏ BEB |
| -------------------------- | -------------------------- | -------------------------- |
| م                          | عداء                       | مرتبة                      |
| 41                         | Bailey O'Donnell ‏          | 93                         |
| 42                         | ماثيو بوستوك               | 54                         |
| 43                         | Josh Burnett ‏              | 58                         |
| 44                         | Logan Currie ‏              | 18                         |
| 45                         | George Jackson (cyclist) ‏  | 52                         |
| 46                         | Luke Mudgway ‏              | 95                         |

| Human Powered Health HPM | Human Powered Health HPM | Human Powered Health HPM |
| ------------------------ | ------------------------ | ------------------------ |
| م                        | عداء                     | مرتبة                    |
| 51                       | آدم دي فوس               | 108                      |
| 52                       | Paul Double ‏             | 6                        |
| 53                       | بنجامين بيري             | 71                       |
| 54                       | Embret Svestad-Bårdseng ‏ | لم يبدأ-8                |
| 55                       | Gijs Van Hoecke ‏         | 45                       |
| 56                       | ساشا ويميس               | 86                       |

| Equipo Kern Pharma ‏ EKP | Equipo Kern Pharma ‏ EKP    | Equipo Kern Pharma ‏ EKP |
| ----------------------- | -------------------------- | ----------------------- |
| م                       | عداء                       | مرتبة                   |
| 61                      | Pablo Castrillo ‏           | 3                       |
| 62                      | Eugenio Sánchez (cyclist) ‏ | 38                      |
| 63                      | كارلوس غارسيا ‏             | 22                      |
| 64                      | Iván Cobo ‏                 | 62                      |
| 65                      | José Félix Parra ‏          | لم يبدأ-7               |
| 66                      | Jon Agirre ‏                | 8                       |

| أوسكالتيل أوسكادي ‏ EUS | أوسكالتيل أوسكادي ‏ EUS | أوسكالتيل أوسكادي ‏ EUS |
| ---------------------- | ---------------------- | ---------------------- |
| م                      | عداء                   | مرتبة                  |
| 71                     | Mikel Iturria ‏         | 14                     |
| 72                     | Joan Bou ‏              | 4                      |
| 73                     | Carlos Canal ‏          | لم يكمل السباق-7       |
| 74                     | Xabier Isasa ‏          | 56                     |
| 75                     | Mikel Bizkarra ‏        | 17                     |
| 76                     | Txomin Juaristi ‏       | 11                     |

| Team Solution Tech–Vini Fantini ‏ COR | Team Solution Tech–Vini Fantini ‏ COR | Team Solution Tech–Vini Fantini ‏ COR |
| ------------------------------------ | ------------------------------------ | ------------------------------------ |
| م                                    | عداء                                 | مرتبة                                |
| 81                                   | دافيد بالداكيني ‏                     | 20                                   |
| 82                                   | Giulio Masotto ‏                      | 68                                   |
| 83                                   | أتيليو فيفياني ‏                      | 66                                   |
| 84                                   | Alexander Konychev ‏                  | 47                                   |
| 85                                   | Lorenzo Quartucci ‏                   | 21                                   |
| 86                                   | Alessandro Iacchi ‏                   | مستبعد-5                             |

| كاجا رورال-سيغوروس ‏ CJR | كاجا رورال-سيغوروس ‏ CJR | كاجا رورال-سيغوروس ‏ CJR |
| ----------------------- | ----------------------- | ----------------------- |
| م                       | عداء                    | مرتبة                   |
| 91                      | Daniel Babor ‏           | 84                      |
| 92                      | Tomáš Bárta ‏            | 83                      |
| 93                      | Gorka Sorarrain ‏        | 50                      |
| 94                      | Calum Johnston ‏         | 27                      |
| 95                      | Jokin Murguialday ‏      | 9                       |
| 96                      | إدوارد براديس           | 26                      |

| تيرينجانو سايكلنج تيم ‏ TSG | تيرينجانو سايكلنج تيم ‏ TSG    | تيرينجانو سايكلنج تيم ‏ TSG |
| -------------------------- | ----------------------------- | -------------------------- |
| م                          | عداء                          | مرتبة                      |
| 101                        | Nur Amirul Fakhruddin Mazuki ‏ | 96                         |
| 102                        | Harrif Saleh ‏                 | 103                        |
| 103                        | Nur Aiman Mohd Zariff ‏ (طريق) | 40                         |
| 104                        | يوسف رقيقي                    | 53                         |
| 105                        | جيروين مايرز                  | 41                         |
| 106                        | Sainbayaryn Jambaljamts ‏      | 16                         |

| JCL Team Ukyo ‏ JCL | JCL Team Ukyo ‏ JCL                | JCL Team Ukyo ‏ JCL |
| ------------------ | --------------------------------- | ------------------ |
| م                  | عداء                              | مرتبة              |
| 111                | Masaki Yamamoto (cyclist) ‏ (طريق) | لم يكمل السباق-8   |
| 112                | ريمون كريدر                       | 88                 |
| 114                | Riku Onaka‏                        | 78                 |
| 115                | Yūma Koishi ‏                      | لم يبدأ-7          |
| 116                | Hayato Uwano‏                      | 69                 |

| Roojai Insurance (cycling team) ‏ ROI | Roojai Insurance (cycling team) ‏ ROI | Roojai Insurance (cycling team) ‏ ROI |
| ------------------------------------ | ------------------------------------ | ------------------------------------ |
| م                                    | عداء                                 | مرتبة                                |
| 121                                  | Tegshbayar Batsaikhan ‏               | لم يبدأ-7                            |
| 122                                  | Ariya Phounsavath ‏                   | 24                                   |
| 123                                  | Adne van Engelen ‏                    | 7                                    |
| 124                                  | Thanachat Yatan‏                      | 76                                   |
| 125                                  | Valentin Midey‏                       | 28                                   |
| 126                                  | Polychronis Tzortzakis ‏              | 89                                   |

| Thailand Continental Cycling Team ‏ TCC | Thailand Continental Cycling Team ‏ TCC | Thailand Continental Cycling Team ‏ TCC |
| -------------------------------------- | -------------------------------------- | -------------------------------------- |
| م                                      | عداء                                   | مرتبة                                  |
| 131                                    | Navuti Liphongyu ‏                      | 34                                     |
| 132                                    | Noppachai Klahan ‏                      | 64                                     |
| 133                                    | Warut Paekrathok‏                       | لم يكمل السباق-3                       |
| 134                                    | Ratchanon Yaowarat‏                     | 57                                     |
| 135                                    | Sarawut Sirironnachai ‏                 | 67                                     |
| 136                                    | Thanakhan Chaiyasombat ‏                | 25                                     |

| FNIX–SCOM–Hengxiang Cycling Team ‏ HEN | FNIX–SCOM–Hengxiang Cycling Team ‏ HEN | FNIX–SCOM–Hengxiang Cycling Team ‏ HEN |
| ------------------------------------- | ------------------------------------- | ------------------------------------- |
| م                                     | عداء                                  | مرتبة                                 |
| 141                                   | Māris Bogdanovičs ‏                    | 87                                    |
| 142                                   | Hou Dongyi‏                            | 98                                    |
| 143                                   | Gao Yongbing‏                          | 43                                    |
| 145                                   | كريستيان رايليانو                     | 33                                    |
| 146                                   | Andris Vosekalns ‏                     | 109                                   |

| St George Continental Cycling Team ‏ STG | St George Continental Cycling Team ‏ STG | St George Continental Cycling Team ‏ STG |
| --------------------------------------- | --------------------------------------- | --------------------------------------- |
| م                                       | عداء                                    | مرتبة                                   |
| 151                                     | Matthew Rice ‏                           | لم يكمل السباق-3                        |
| 152                                     | William Cooper‏                          | 106                                     |
| 153                                     | Connor Sens‏                             | 80                                      |
| 154                                     | Dylan Sunderland ‏                       | 91                                      |
| 155                                     | Riley Fleming‏                           | 101                                     |
| 156                                     | Jackson Medway ‏                         | 37                                      |

| Li-Ning Star Cycling Team ‏ LNS | Li-Ning Star Cycling Team ‏ LNS | Li-Ning Star Cycling Team ‏ LNS |
| ------------------------------ | ------------------------------ | ------------------------------ |
| م                              | عداء                           | مرتبة                          |
| 161                            | Bai Lijun ‏                     | لم يكمل السباق-3               |
| 162                            | Roniel Campos ‏                 | 32                             |
| 163                            | Shao Junqi‏                     | 31                             |
| 164                            | Li Luhao‏                       | 97                             |
| 165                            | Alexei Shnyrko ‏                | 104                            |
| 166                            | Periklis Ilias ‏                | 19                             |

| Roadbike Philippines ‏ 7RP | Roadbike Philippines ‏ 7RP | Roadbike Philippines ‏ 7RP |
| ------------------------- | ------------------------- | ------------------------- |
| م                         | عداء                      | مرتبة                     |
| 171                       | Ryan Tugawin‏              | 105                       |
| 172                       | Ismael Grospe‏             | 63                        |
| 173                       | Nichol Pareja ‏            | 81                        |
| 174                       | Junreck Carcueva‏          | مستبعد-5                  |
| 175                       | Rench Michael Bondoc‏      | 85                        |
| 176                       | Joshua Pascual‏            | لم يبدأ-6                 |

| KSPO Professional ‏ KSP | KSPO Professional ‏ KSP | KSPO Professional ‏ KSP |
| ---------------------- | ---------------------- | ---------------------- |
| م                      | عداء                   | مرتبة                  |
| 181                    | Choi Dong-hyeok‏        | 92                     |
| 182                    | Kim Eunbyeol‏           | مستبعد-5               |
| 183                    | Kim Jin-woong‏          | 51                     |
| 184                    | Shin Byeonghoon‏        | 107                    |
| 185                    | Lee Seojun‏             | OTL-6                  |
| 186                    | Im Saegyeol‏            | لم يكمل السباق-3       |

| Nusantara Cycling Team‏ NCT | Nusantara Cycling Team‏ NCT | Nusantara Cycling Team‏ NCT |
| -------------------------- | -------------------------- | -------------------------- |
| م                          | عداء                       | مرتبة                      |
| 191                        | Abdul Gani ‏                | 99                         |
| 192                        | Imam Arifin ‏               | 75                         |
| 193                        | Nur Prasetyo Firdaus‏       | 65                         |
| 194                        | Muhammad Ridwan‏            | مستبعد-5                   |
| 195                        | Afiq Huznie Othman ‏        | 90                         |
| 196                        | Óscar Pachón ‏              | 60                         |

| Giant Cycling Team ‏ MSS | Giant Cycling Team ‏ MSS | Giant Cycling Team ‏ MSS |
| ----------------------- | ----------------------- | ----------------------- |
| م                       | عداء                    | مرتبة                   |
| 201                     | Deng Penghai‏            | 94                      |
| 203                     | Lin Chuanyang‏           | لم يبدأ-3               |
| 204                     | Wang Zichen‏             | لم يبدأ-3               |
| 205                     | Huang Junlei‏            | لم يبدأ-3               |

| فريق ماليزيا لركوب الدراجات للرجال‏ MAS | فريق ماليزيا لركوب الدراجات للرجال‏ MAS | فريق ماليزيا لركوب الدراجات للرجال‏ MAS |
| -------------------------------------- | -------------------------------------- | -------------------------------------- |
| م                                      | عداء                                   | مرتبة                                  |
| 211                                    | Mohamad Izzat Abdul Halil ‏             | 100                                    |
| 212                                    | Muhsin Al Redha Misbah ‏                | 49                                     |
| 213                                    | Nur Aiman Rosli ‏                       | 30                                     |
| 214                                    | Zulhelmi Zainal ‏                       | 102                                    |
| 215                                    | Muhammad Shaiful Adlan‏                 | 49                                     |
| 216                                    | Muhamad Zawawi Azman ‏                  | 61                                     |

## التصنيف العام النهائي
| التصنيف العام         | التصنيف العام        | التصنيف العام                    | التصنيف العام  | التصنيف العام |
| العداء                | العداء               | الفريق                           | الوقت          |               |
| --------------------- | -------------------- | -------------------------------- | -------------- | ------------- |
| 1                     | سيمون كار            | EF Education-EasyPost            | 29 س 17 د 41 ث |               |
| 2                     | ألكساندر سيبيدا      | EF Education-EasyPost            | + 49 ث         |               |
| 3                     | Pablo Castrillo ‏     | Equipo Kern Pharma ‏              | + 58 ث         |               |
| 4                     | Joan Bou ‏            | أوسكالتيل أوسكادي ‏               | + 1 د 07 ث     |               |
| 5                     | Vadim Pronskiy ‏      | Astana Qazaqstan Team            | + 1 د 15 ث     |               |
| 6                     | Paul Double ‏         | Human Powered Health             | + 1 د 29 ث     |               |
| 7                     | Adne van Engelen ‏    | Roojai Insurance (cycling team) ‏ | + 1 د 34 ث     |               |
| 8                     | Jon Agirre ‏          | Equipo Kern Pharma ‏              | + 1 د 39 ث     |               |
| 9                     | Jokin Murguialday ‏   | كاجا رورال-سيغوروس ‏              | + 1 د 40 ث     |               |
| 10                    | Harold Martín López ‏ | Astana Qazaqstan Team            | + 2 د 03 ث     |               |
|                       |                      |                                  |                |               |
| مصدر: ProCyclingStats |                      |                                  |                |               |

### تصنيف النقاط
| تصنيف النقاط          | تصنيف النقاط              | تصنيف النقاط                       | تصنيف النقاط | تصنيف النقاط |
| العداء                | العداء                    | الفريق                             | النقاط       |              |
| --------------------- | ------------------------- | ---------------------------------- | ------------ | ------------ |
| 1                     | Arvid de Kleijn ‏          | سويس ريسينغ أكادمي ‏                | 72 نقطة      |              |
| 2                     | Gleb Syritsa ‏             | Astana Qazaqstan Team              | 58 نقطة      |              |
| 3                     | ساشا ويميس                | Human Powered Health               | 55 نقطة      |              |
| 4                     | Enrico Zanoncello ‏        | Green Project-Bardiani CSF-Faizanè | 45 نقطة      |              |
| 5                     | Daniel Babor ‏             | كاجا رورال-سيغوروس ‏                | 40 نقطة      |              |
| 6                     | George Jackson (cyclist) ‏ | بلاك سبوك برو سايكلنج ‏             | 34 نقطة      |              |
| 7                     | Lorenzo Conforti ‏         | Green Project-Bardiani CSF-Faizanè | 19 نقطة      |              |
| 8                     | Sainbayaryn Jambaljamts ‏  | تيرينجانو سايكلنج تيم ‏             | 15 نقطة      |              |
| 9                     | أتيليو فيفياني ‏           | Team Solution Tech–Vini Fantini ‏   | 15 نقطة      |              |
| 10                    | Nur Aiman Rosli ‏          |                                    | 14 نقطة      |              |
|                       |                           |                                    |              |              |
| مصدر: ProCyclingStats |                           |                                    |              |              |

### تصنيف الجبال
| تصنيف الجبال          | تصنيف الجبال      | تصنيف الجبال                       | تصنيف الجبال | تصنيف الجبال |
| العداء                | العداء            | الفريق                             | النقاط       |              |
| --------------------- | ----------------- | ---------------------------------- | ------------ | ------------ |
| 1                     | Simon Pellaud ‏    | سويس ريسينغ أكادمي ‏                | 32 نقطة      |              |
| 2                     | سيمون كار         | EF Education-EasyPost              | 20 نقطة      |              |
| 3                     | Pablo Castrillo ‏  | Equipo Kern Pharma ‏                | 13 نقطة      |              |
| 4                     | Luca Covili ‏      | Green Project-Bardiani CSF-Faizanè | 13 نقطة      |              |
| 5                     | ألكساندر سيبيدا   | EF Education-EasyPost              | 12 نقطة      |              |
| 6                     | Matteo Scalco ‏    | Green Project-Bardiani CSF-Faizanè | 11 نقطة      |              |
| 7                     | Joan Bou ‏         | أوسكالتيل أوسكادي ‏                 | 8 نقطة       |              |
| 8                     | Paul Double ‏      | Human Powered Health               | 8 نقطة       |              |
| 9                     | Manuele Tarozzi ‏  | Green Project-Bardiani CSF-Faizanè | 8 نقطة       |              |
| 10                    | Adne van Engelen ‏ | Roojai Insurance (cycling team) ‏   | 7 نقطة       |              |
|                       |                   |                                    |              |              |
| مصدر: ProCyclingStats |                   |                                    |              |              |

## تصنيف الفرق

### الفرق حسب الوقت
| تصنيف الفرق حسب الوقت | تصنيف الفرق حسب الوقت              | تصنيف الفرق حسب الوقت | تصنيف الفرق حسب الوقت |
| الفريق                | الفريق                             | الوقت                 |                       |
| --------------------- | ---------------------------------- | --------------------- | --------------------- |
| 1                     | EF Education-EasyPost              | 87 س 57 د 01 ث        |                       |
| 2                     | أوسكالتيل أوسكادي 2023 ‏            | + 2 د 18 ث            |                       |
| 3                     | Equipo Kern Pharma ‏                | + 3 د 43 ث            |                       |
| 4                     | Roojai Insurance (cycling team) ‏   | + 11 د 32 ث           |                       |
| 5                     | كاجا رورال-سيغوروس 2023 ‏           | + 11 د 46 ث           |                       |
| 6                     | Li-Ning Star Cycling Team ‏         | + 19 د 54 ث           |                       |
| 7                     | Green Project-Bardiani CSF-Faizanè | + 21 د 04 ث           |                       |
| 8                     | Human Powered Health               | + 24 د 29 ث           |                       |
| 9                     | Team Solution Tech–Vini Fantini ‏   | + 25 د 10 ث           |                       |
| 10                    | Thailand Continental Cycling Team ‏ | + 25 د 16 ث           |                       |
|                       |                                    |                       |                       |
| مصدر: ProCyclingStats |                                    |                       |                       |

## وصلات خارجية
- الموقع الرسمي
- لمحة عن سباق طواف لانكاوي 2023 على موقع  ProCyclingStats   (برو  سايكلنج  ستاتس) - إحصاءات  محترفي  الدراجات.
- طواف لانكاوي 2023 على موقع إحصائيات الدراجات الإحترافية (الإنجليزية)